# Peroxytrifluoressigsäure
Peroxytrifluoressigsäure ist eine organisch-chemische Verbindung aus der Gruppe der Peroxycarbonsäuren und ein Derivat der Trifluoressigsäure.

## Herstellung
Peroxytrifluoressigsäure kann aus Trifluoressigsäureanhydrid hergestellt werden, indem dieses mit 90%igem Wasserstoffperoxid in Dichlormethan umgesetzt wird.

## Reaktionen
Peroxytrifluoressigsäure ist ein wichtiges Reagenz für die Baeyer-Villiger-Reaktion, also die Oxidation von Ketonen zu Carbonsäureestern. Im Gegensatz zu alternativen Reagenzien wie Peressigsäure und Perbenzoesäure liefert sie oft deutlich bessere Resultate, insbesondere hohe Ausbeuten. Beispielsweise eignet sie sich zur Oxidation von Cycloheptanon zu Heptanolacton und von Cyclooctanon zu Octanolacton. Es eignet sich außerdem zur Oxidation von Alkenen zu Glycolen. Dabei entsteht zunächst ein Epoxid, das jedoch durch entstehende Trifluoressigsäure geöffnet wird. Eine gezielte Epoxidation ist ebenfalls möglich, wenn Dinatriumhydrogenphosphat zugesetzt wird. Diese Methode basiert darauf, dass Trifluoressigsäure erheblich saurer ist als Peroxytrifluoressigsäure, sodass eine selektive Neutralisation möglich ist.
Peroxytrifluoressigsäure kann daneben auch stickstoffhaltige organische Verbindungen oxidieren, beispielsweise Nitrosamine zu Nitraminen; aromatische Amine zu Nitroaromaten und Oxime zu Nitroverbindungen. Auch zur Oxidation von organischen Sulfiden eignet sie sich. Dabei können sowohl Sulfoxide als auch Sulfone erhalten werden, je nachdem ob ein oder zwei Äquivalente der Persäure eingesetzt werden.